# ネヴィルズ・クロスの戦い
ネヴィルズ・クロスの戦い（ネヴィルズ・クロスのたたかい、英語: Battle of Neville's Cross）は、1346年10月17日にイングランド北東部のダラムの西のネヴィルズ・クロスで起きた、スコットランド王国軍とイングランド王国軍の戦いである。百年戦争でフランス王国と交戦中のイングランド領内に向け、フランスからの誘いを受けたスコットランド軍が侵入したが敗れ、スコットランド王デイヴィッド2世が捕虜となった。

## 背景

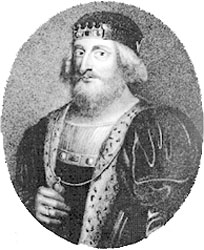
スコットランド王デイヴィッド2世

### 百年戦争
ギュイエンヌ継承問題などで緊張していた英仏関係は、14世紀になってスコットランド問題なども絡み深刻化の一途をたどった。13世紀末からスコットランド王国征服を試みていたイングランド王国は1314年にバノックバーンの戦いでスコットランド王ロバート・ブルースに敗北するが、ロバートの死後に傀儡王を据えることに成功。ところが、デイヴィッド2世がフランスに亡命すると、イングランド王エドワード3世からの引き渡し要求をフランス王フィリップ6世が拒否し、事態は急速に悪化した。フランス側がイングランドのギュイエンヌ領没収を宣言すると、1337年11月にエドワードが挑戦状を送りつけて百年戦争が勃発した。
開戦直後、イングランドはフランスに対して反乱を起こしたフランドル都市連合と結び、1340年にはスロイスの海戦でフランス艦隊を破った。1341年に勃発したブルターニュ継承戦争にも英仏両国が介入し戦線は拡大。1346年に、イングランド軍がノルマンディーに再上陸した。フィリップ6世は敵兵力を分散させるため、すでに1341年に帰国させていたデイヴィッド2世に北からイングランドに攻め込むよう求めた。フィリップ6世からの必死の嘆願にも関わらず、デイヴィッド2世は1346年10月まで待ち（その間、8月にクレシーの戦いでフランス軍は大敗）、冬が迫るころになってようやく侵攻を始めた。

### イングランド侵攻
10月7日、スコットランド軍は約12,000の兵でイングランド北部に進軍した。エドワード3世はフランスで大規模な軍事行動中であり、北部の諸都市の守りは比較的手薄に違いない、というのがスコットランド側の見立てだった。目的地のヨークシャーまでの道中を略奪したり焼き打ちしたりしながら1週間進軍し、10月16日にダラムに到着した。しかし、スコットランド側の期待とは裏腹にイングランド側はこうした事態を予測しており、軍を配置していた。スコットランド軍侵攻の報を受け、ヨーク大司教の監督の下でリッチモンドに兵が動員された。この軍はカンバーランド、ノーサンバーランド、ランカシャーから集められた3,000～4,000の兵と、3,000のヨークシャー兵から成っていた。カレー包囲戦（1346年9月～）に兵力が割かれていたためイングランド北方の守りはこれがすべてだった。10月14日、ヨーク大司教はいまだ移動中のヨークシャー兵を待たずに、ダラム南西にあるバーナード城に急行した。

## 戦闘

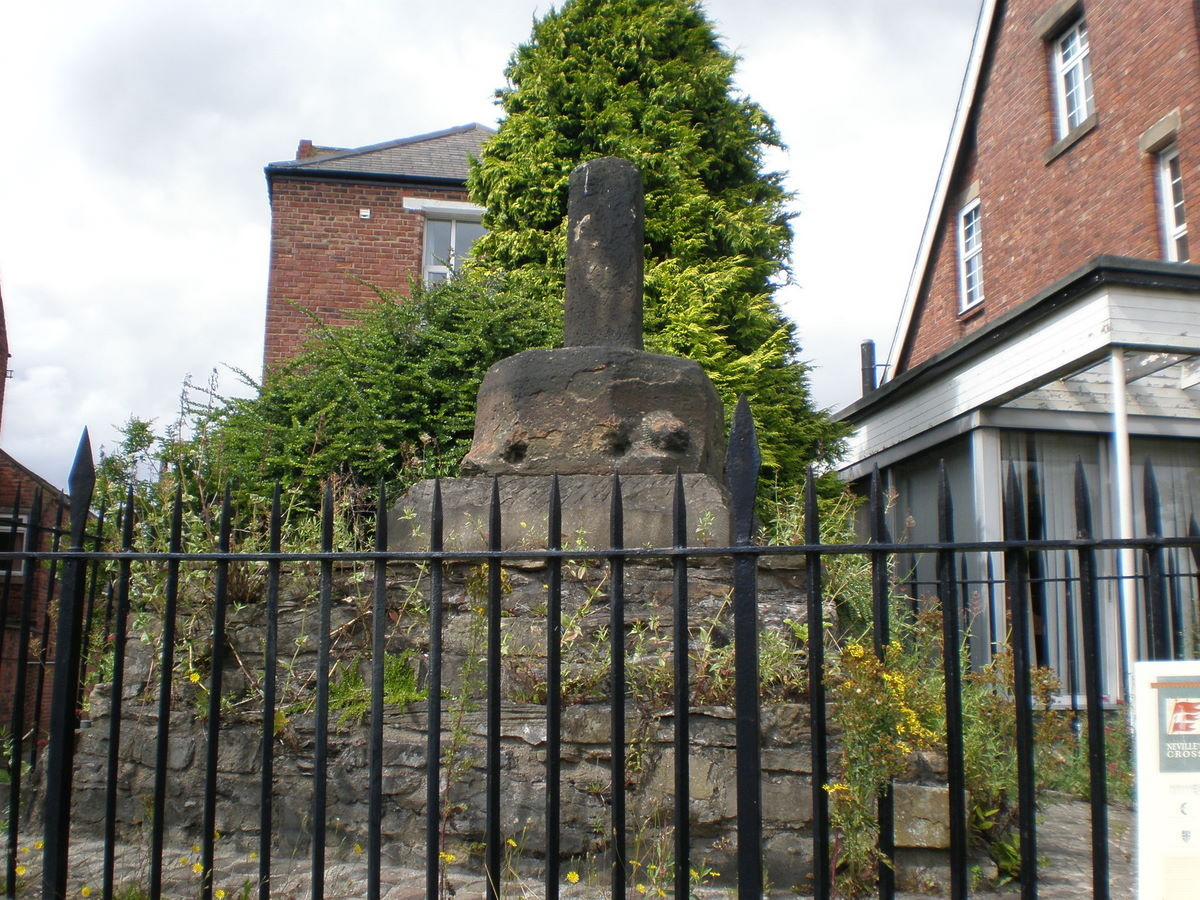
ダラムに残るネヴィルズ・クロスの遺跡

10月17日朝、ダラム南方にいたスコットランド軍の部隊が霧の中でイングランド兵と出くわして交戦状態に入り、大損害を受けて退却した。ようやく敵軍の存在に気付いたデイヴィッド2世は、ダラム近郊のネヴィルズ・クロスの高台に軍を3部隊に分けて布陣させた。この台地はアングロ・サクソン人の石造の遺跡がある場所だった。両軍の間には多くの障害物があり、スコットランド側の方が不利な地形にいた。ダップリン・ムーアの戦い（1332年）とハリドン・ヒルの戦い（1333年）でイングランド軍に敗戦した記憶が新しいスコットランド軍は防御に徹した陣形で敵を待ち構えた。一方のイングランド軍も守りを固めていたため、にらみ合いは午後まで続いた。イングランド軍が長弓兵を前進させて射撃を始めると、たまりかねたスコットランド兵がようやく動き始めたが、不利な地形から前進したため隊列が乱れた。まとまりを欠いたスコットランド軍の攻撃はイングランド軍に跳ね返され、戦況が不利に進むとロバート・スチュアート（デイヴィッド2世の甥で後に即位）やマーチ伯らがデイヴィッド2世を見捨てて退却した。夕方になり王の部隊も戦場を離脱しようとしたが、デイヴィッド2世は捕らえられた。スコットランド軍は1,000人が戦死し、多くの貴族も討ち取られた。一説によると、デイヴィッド2世は戦場から逃げて近くの橋の下に潜んでいたが、水に反射した姿がイングランド兵に見つかって捕まったという。

## 戦後
捕虜になったデイヴィッド2世はハンプシャーにあるオディハム城に1357年まで11年間幽閉された。妻はエドワード3世の妹で自身もイングランド王家の血を引いていたため、生活は比較的自由で快適だったという。1357年10月に10万マルク10年分割払いという身代金で解放されたが、貧しいスコットランドにこの負担は大きく、また気ままな虜囚暮らしを気に入っていたデイヴィッド2世は、身代金の代わりに王位をイングランドに譲る密約を交わして1367年にイングランドへ戻った。スコットランド議会はこれを否定し、身代金を払い続けて対抗した。デイヴィッド2世が1371年に死去すると、ロバート・スチュアートがロバート2世として即位してスチュアート朝を開いた。